# Estádio José Zorrilla
Estádio José Zorrilla é um estádio de futebol em Valladolid, Espanha, casa do Real Valladolid.
O estádio, com capacidade para 27 846 lugares lugares, foi construído em 1982 e batizado em homenagem ao poeta José Zorrilla y Moral. 
O jogo inaugural foi uma partida da Liga espanhola em 20 de fevereiro de 1982 entre o Real Valladolid e Athletic de Bilbao, que terminou em uma vitória por 1-0 para o Valladolid, sendo que o único gol, foi marcado aos 84 minutos por Jorge Alonso. A final da taça espanhola foi disputada no estádio em abril de 1982.
Durante o Mundial de 1982, três partidas do Grupo D (Checoslováquia-Kuwait, França-Kuwait e França-Tchecoslováquia) foram jogados no Estádio Zorilla.